# Астрофизика с космической скоростью
Астрофизика с космической скоростью (англ. Astrophysics for People in a Hurry) ― научно-популярная книга американского учёного, астрофизика, писателя и популяризатора науки Нила Деграсса Тайсона. Книга выпущена в свет издательством W. W. Norton & Company в 2017 году.

## Обзор
Книга «Астрофизика с космической скоростью» состоит из 12 коротких глав, основанных на эссе Нила Тайсона, которые ранее публиковались в журнале «Natural History» с 1997 по 2007 год. В своей книге астрофизик рассказывает о происхождении и строении Вселенной, о гравитации, свете, темной материи и темной энергии, о нашем месте во Вселенной и наших попытках познать её законы. Книга написана простым и живым языком, с использованием наглядных аналогий. Она предназначена для широкого круга читателей, которые хотят получить общее представление об астрофизике без сложных формул и деталей.
Книга дебютировала под номером 1 в списке газеты «The New York Times» среди бестселлеров документальной и научно-популярной литературы сразу после того, как вышла в свет в мае 2017 года. Было продано 48 416 экземпляров за первую неделю, что сделало ее вторым по количеству покупок в США за эту неделю. (за детским фантастическим романом «Темное пророчество»). Год спустя книга оставалась в пятерке лучших и было продано более миллиона экземпляров.

## Отзывы
Американский книжный рецензент «Kirkus Reviews» похвалил Тайсона за «приземленное остроумие» и заявил, что книга «еще раз демонстрирует мастерство Нила Тайсона в объяснении сложных научных концепций в ясной и простой форме» .
В рецензии в журнале BBC Sky at Night отмечается доступный язык книги. Автор рецензии предполагает, что читатель, потративший своё время на ознакомление с работой Тайсона, если и не получит всех ответов на главные вопросы о Вселенной, то хотя бы станет неплохо разбираться в её устройстве.
Нил Тайсон за свою книгу был номинирован на премию Грэмми за лучшую книгу, написанную простым и понятным языком.
В 2021 году книга получила высокие оценки экспертов программы «Всенаука» и попала в число книг, распространяемых бесплатно.

## Издание в России
В России книга была переведена на русский язык А. Бродоцкой и опубликована в 2018 году издательством АСТ.